# TGI Friday’s

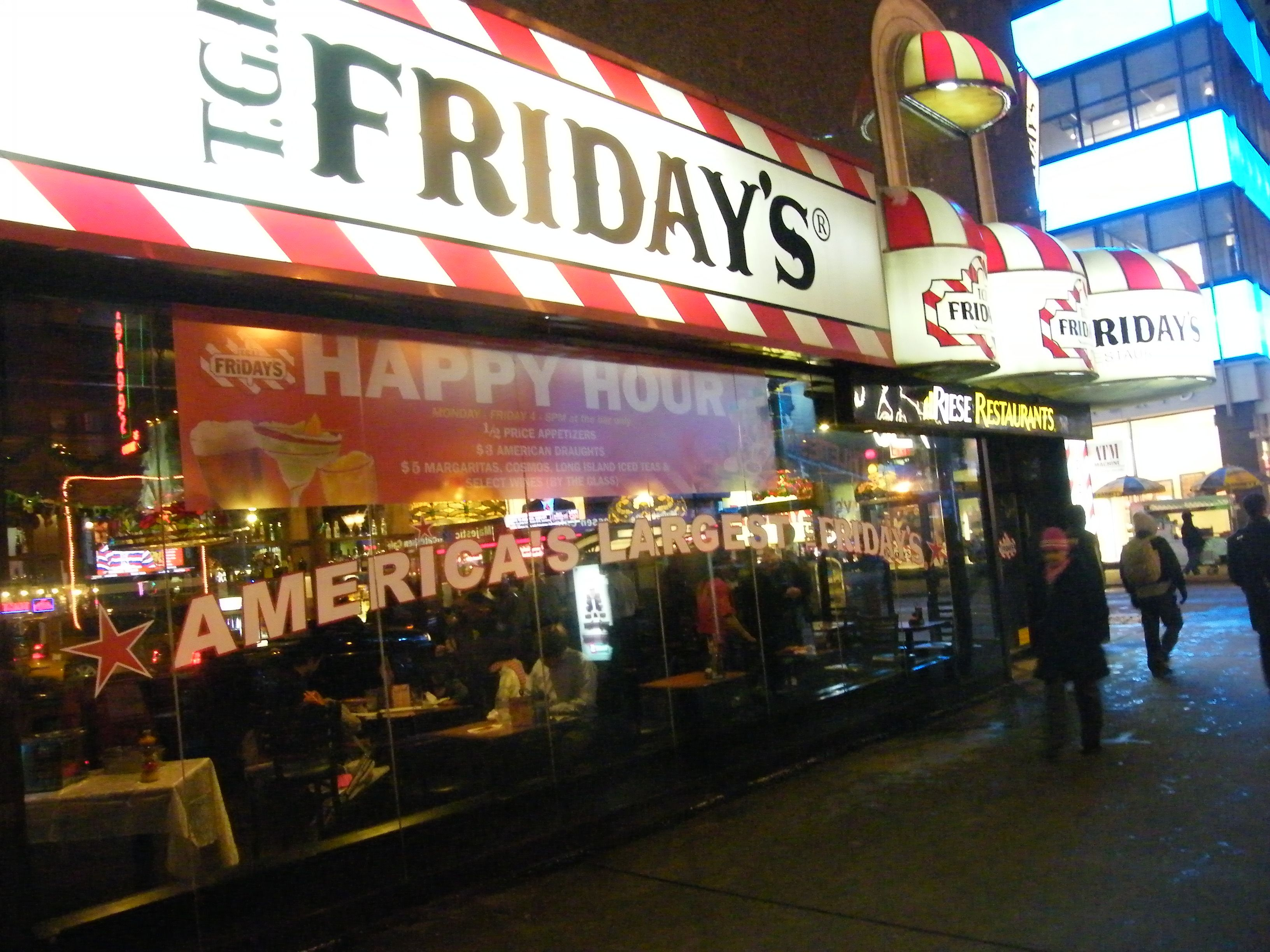
Die größte US-Filiale am Times Square

Interieur einer Filiale in Lettland

TGI Friday’s Inc. ist ein US-amerikanisches Unternehmen und Betreiber der Restaurantkette TGI Fridays mit mehr als 990 Restaurants in über 60 Ländern. Das Unternehmen ist Teil der Carlson Companies. Das erste Restaurant wurde am 15. März 1965 in New York City eröffnet, die Filialen sind meist über ein Franchisesystem organisiert. Am 20. Mai 2014 wurde TGI Fridays an Sentinel Capital Partner und TriArtisan Capital Partners verkauft. Im Oktober 2019 übernahm TriArtisan auch den Sentinel-Kapitalanteil.
Am 2. November 2024 beantragte das Unternehmen in den USA ein Insolvenzverfahren nach Chapter 11.

## Name

Logo bis 2013, T.G.I. Friday’s

Der Name TGI Fridays ist dem Unternehmen nach eine Abkürzung von Thank Goodness it’s Friday („Gott sei Dank, es ist Freitag“). Da TGIF im amerikanischen Englisch eine universal gebrauchte Abkürzung für Thank God it’s Friday, Thank Goodness it’s Friday oder Thank Gosh it’s Friday ist, wird umgangssprachlich die Abkürzung TGI auch anders als die offizielle Unternehmensversion benutzt. TGIs ist die Verwendungsform der Marke in Irland und Fridays in vielen Ländern die umgangssprachliche Verwendungsform der Marke. Die amerikanische Firma Heinz, bekannt für ihre Saucen, bekam die Lizenz für den Markennamen, um Produkte zu vertreiben.

## Filialen

### Europa
In Deutschland gibt es nach der Schließung der Filiale am Berliner Alexanderplatz keine Filialen mehr; das Restaurant im Patrick-Henry-Village in Heidelberg wurde 2007 nach vier Jahren geschlossen und war nur für amerikanische Militärangehörige zugänglich. In Österreich gab es bis 2021 ein Restaurant an der Ringstraße in Wien am Schwarzenbergplatz. In Minsk existiert eine Filiale am Nezavisimosti Prospekt. Weitere europäische Filialen der Kette befinden sich in Dänemark, Estland, Griechenland, Großbritannien, Irland, Island, Lettland, den Niederlanden, Norwegen, Schweden, Polen, Spanien, Russland, der Ukraine, Tschechien, der Türkei, Ungarn und Zypern.

## Erscheinungsbild
Die Restaurants sind außen in den Unternehmensfarben rot und weiß gehalten und das Interieur meist im Retro-Design ausgestattet. Außerdem findet man alte amerikanische Schilder oder Poster an den Wänden. Bekannt ist die Marke auch für ihre Tiffany-Lampen, obwohl diese im Zuge eines Re-Designs ungefähr seit der Jahrtausendwende nicht mehr verwendet werden.